# لاریسا الیویرا
لاریسا الیویرا (انگلیسی: Larissa Oliveira؛ زادهٔ ۱۶ فوریهٔ ۱۹۹۳) ورزشکار اهل برزیل است.
وی در مسابقات کشوری و بین‌المللی در مجموع برندهٔ ۶ مدال طلا، ۴ مدال نقره و ۷ مدال برنز شده‌است.